# Cveto Polak
Cveto Polak, slovenski bas kitarist,  * 14. september 1963.
Z glasbo se je začel ukvarjati že v srednji šoli. Kot kitarist je deloval v lokalni skupini, nato pa je šel na avdicijo za basista skupine Fenix in postal njen član. Skupina se je leta 1982 preimenovala v Šank Rock. Leta 1994 se je Polakova pot s Šank Rockom razšla. 
V tem obdobju je sodeloval s številnimi glasbeniki, tako v studiju, kot v živo. Poleg plošč s Šank Rockom je posnel več kot 20 plošč z drugimi izvajalci. Delal je z Dejo Mušič, Sašom Vrtnarjem, Dadom Topićem, Res Nullius, Mary Rose, Veronica in mnogimi drugimi.
Leta 2002 so ponovno formirali Šank Rock in ga povabili. Vse do leta 2010 je deloval znotraj te skupine, potem pa sta on in Matjaž Jelen ustanovila JELEN BAND.
Leta 2007 je postal predstavnik podjetja Ibanez za področje Slovenije in bivše Jugoslavije ter predstavnik za strune Elixir.

## Diskografija
- Šank rock/Pridite na žur (ZKP RTVS, 1987)
- Šank rock/Dobro in zlo (ZKP RTVS, 1988)
- Šank rock/Jaz nimam noč za spanje (Jugoton, 1990)
- Šank rock/Šank rock IV (ZKP RTVS, 1991)
- Šank rock/Moj nočni blues (Helidon, 1992, CD)
- Šank rock/Od šanka do rocka (ZKP RTVS, 2002, best of...)
- Šank rock/Vzemi ali pusti (Menart Records, 2003)
- Šank rock/Na mrtvo v živo (Menart Records, 2004, live)
- Šank rock/Senca sebe (2006)
- Šank rock/Šank Rock 25 let (2008)
- Cveto Polak/Bass Line (2011)
- Res Nullius/Revolver Ljubezni (Nika Records, 2003)